# HMS Bonaventure (31)
«Бонавентуре» (31) (англ. HMS Bonaventure (31) — військовий корабель, легкий крейсер типу «Дідо» Королівського військово-морського флоту Великої Британії за часів Другої світової війни.

## Історія створення
«Бонавентуре» був закладений 30 серпня 1937 на верфі компанії Scotts Shipbuilding and Engineering Company, в містечку Грінок. 24 травня 1940 увійшов до складу Королівських ВМС Великої Британії.